# Paul A. Schweitzer
Paul Alexander Schweitzer, S. J., (* 21. Juli 1937 in Yonkers, New York) ist ein US-amerikanisch-brasilianischer Mathematiker, der sich mit Algebraischer Topologie, geometrischer Topologie und Differentialtopologie befasst.

## Leben und Werk
Schweitzer studierte am College of the Holy Cross in Worcester (Massachusetts) mit dem Master of Arts Abschluss 1958 und wurde 1962 an der Princeton University bei Norman Steenrod promoviert (Secondary cohomology operations induced by the diagonal mapping). Danach erwarb er noch einen Abschluss (Phil. L.) in Philosophie am Weston College (1966) und einen Bachelor in Theologie (B. Div.) an der Weston School of Theology in Cambridge (Massachusetts) (1970) und wurde 1970 als katholischer Priester ordiniert. Seit 1963 ist er Mitglied der Jesuiten. August 1971 wurde er Professor an der Päpstlichen Katholischen Universität in Rio de Janeiro, mit einer vollen Professur seit 1980.
Außerdem war er Gastprofessor an der University of Notre Dame, der Fairfield University, der Northwestern University, dem Boston College, der Harvard University und der Universität Straßburg. 1970/71 und 1981/82 war er am Institute for Advanced Study.
Er befasst sich unter anderem mit Blätterungen, Knotentheorie und 3-Mannigfaltigkeiten. Er widerlegte die Vermutung von Herbert Seifert, dass jede Blätterung der 3-Sphäre mit Kodimension 2 ein kompaktes Blatt (in diesem Fall einen Kreis) hat (für den Fall von {\displaystyle C^{1}}-Blätterungen). Während für eine Reihe geschlossener 3-Mannigfaltigkeiten die Existenz kompakter Blätter für Kodimension-1 Blätterungen bewiesen werden konnte (zum Beispiel von Sergei Nowikow für {\displaystyle S^{3}}), zeigte Schweitzer, dass dies in mehr als drei Dimensionen nicht mehr so ist. In diesem Fall hat jede glatte, geschlossene Mannigfaltigkeit (mit verschwindender Euler-Charakteristik) eine  Kodimension 1 Blätterung (vom Typ {\displaystyle C^{1}}) ohne kompakte Blätter.
Seit 1978 war er im Leitungsrat der Brasilianischen Mathematischen Gesellschaft.
Er ist Fellow der American Mathematical Society (AMS). Er war Invited Speaker auf dem Internationalen Mathematikerkongress 1974 in Vancouver (Compact leaves of foliations).

## Schriften
- Counterexamples to the Seifert conjecture and opening closed leaves of foliations, Annals of Mathematics, 100, 1974, S. 386–400
- Codimension 1 foliations without compact leaves, Comm. Math. Helveticae, 70, 1995, S. 171–209